# Jason Lavallée
Jason Lavallée (* 3. Oktober 1986 in Middleton, Nova Scotia) ist ein professioneller kanadischer Pokerspieler.

## Pokerkarriere
Lavallée spielte von Dezember 2006 bis April 2020 online u. a. unter den Nicknames StatusUp (PokerStars), SheMustSayYes (Full Tilt Poker), VAMOS_USSR (888poker), DUMP_TRUCK (partypoker), PopTheTrunk (William Hill), GusGiveUp (Absolute Poker), armyvet42 (Betsafe) und ATARI BIGBY (UltimateBet). In diesem Zeitraum erspielte er sich mit Turnierpoker Preisgelder von rund 2,5 Millionen US-Dollar. Den Großteil von über 1,5 Millionen US-Dollar gewann der Kanadier dabei auf PokerStars, wo er 2011 ein Event der Spring Championship of Online Poker für sich entschied. Im Jahr 2013 stand er zeitweise unter den Top 100 des PokerStake-Rankings, das die erfolgreichsten Onlinepoker-Turnierspieler weltweit listet.
Seine erste Geldplatzierung bei einem Live-Turnier erzielte Lavallée im Januar 2007 beim Main Event des PokerStars Caribbean Adventures auf den Bahamas, das in jenem Jahr zum Kalender der World Poker Tour (WPT) zählte. Er belegte den mit knapp 20.000 US-Dollar dotierten 40. Platz. Im Oktober 2009 erreichte der Kanadier beim WPT-Main-Event im Hotel Bellagio am Las Vegas Strip den Finaltisch und beendete diesen als Zweiter, wofür er sein bisher höchstes Preisgeld von knapp 800.000 US-Dollar erhielt. Im Juni 2010 war er erstmals bei der World Series of Poker (WSOP) im Rio All-Suite Hotel and Casino am Las Vegas Strip erfolgreich und kam bei drei Turnieren in die Geldränge. Während der WSOP belegte er bei einem Deepstack-Turnier im Venetian Resort Hotel den zweiten Platz und erhielt rund 100.000 US-Dollar. Anfang Oktober 2012 spielte er sich beim Main Event der European Poker Tour in Sanremo an den Finaltisch und belegte erneut den zweiten Rang, der mit knapp 540.000 Euro bezahlt wurde. Mitte Oktober 2013 setzte sich Lavallée beim EPT High Roller in London durch und sicherte sich den Hauptpreis von knapp 360.000 Pfund Sterling, der zu diesem Zeitpunkt rund 580.000 US-Dollar entsprach. Seitdem blieben größere Turniererfolge aus. Seine bis dato letzte Live-Geldplatzierung erzielte er im August 2019.
Insgesamt hat sich Lavallée mit Poker bei Live-Turnieren mehr als 2,5 Millionen US-Dollar erspielt. Von April bis Dezember 2016 spielte er als Teil der Montreal Nationals in der Global Poker League und gewann mit seinem Team den Titel.